# Aéroport de Kahului
L'aéroport de Kahului (code IATA : OGG • code OACI : PHOG) se situe à Kahului sur l'île de Maui. C'est le soixante-deuxième aéroport nord-américain, avec plus de 5,1 millions de passagers qui y ont transité en 2009.

## Situation
| Honolulu Hana Hilo Kahului Kalaupapa Kapalua Kona Lanai Līhuʻe Molokai Waimea-Kohala |

## Histoire
Avant l'inauguration de l'actuel aéroport de Kahului en 1952, l'aéroport de Maalaea fut le premier aéroport de l'île de Maui à avoir reçu le premier vol le 11 novembre 1929, lorsqu'un Sikorsky S-38 relia Honolulu à Maui. Maui vu par la suite, l'aéroport de Puunene dans les années 1940, servant à la U.S. Navy comme base après l'attaque de Pearl Harbor. Le 25 mai 1951, la Hawaii Aeronautics Commission décida de déménager tous les vols commerciaux de Puunene à Kahului. Le vols commerciaux commencèrent en juin 1952.
Le 28 avril 1988, le vol 243 Aloha Airlines a pu atterrir en catastrophe sur cet aéroport à la suite d'une décompression explosive en vol.

## Statistiques
Pour des raisons techniques, il est temporairement impossible d'afficher le graphique qui aurait dû être présenté ici.

Voir la requête brute et les sources sur Wikidata.

## Compagnies et destinations
| Compagnies                                  | Destinations |
| ------------------------------------------- | --- |
| Air Canada                                  | En saison : Calgary |
| Air Canada opéré par Omni Air International | Vancouver |
| Alaska Airlines                             | Los Angeles, Oakland, Portland, San Diego, San Francisco, San José (Californie), Seattle-Tacoma En saison : Anchorage-T.-Stevens                                |
| American Airlines                           | Dallas-Fort Worth, Los Angeles, Phoenix-Sky Harbor |
| Delta Air Lines                             | Los Angeles, Seattle-Tacoma En saison : Salt Lake City |
| Hawaiian Airlines                           | Hilo, Honolulu, Kona, Las Vegas-Harry-Reid, Los Angeles, Līhuʻe, Oakland, Portland, Sacramento, San Diego, San Francisco, San José (Californie), Seattle-Tacoma |
| Makani Kai Air                              | Kona, Molokai (en) |
| Mokulele Airlines                           | Hana (en), Honolulu, Kalaupapa (en), Kona, Lānai (en), Molokai (en), Kamuela (Waimea-Kohala) (en)                                                               |
| Southwest Airlines                          | Honolulu, Kona, Oakland, Sacramento, San Diego, San José (Californie)                                                                                           |
| United Airlines                             | Chicago-O'Hare, Denver, Los Angeles, San Francisco |
| WestJet                                     | Vancouver En saison : Calgary, Edmonton |

Édité le 29/05/2020

## Galerie

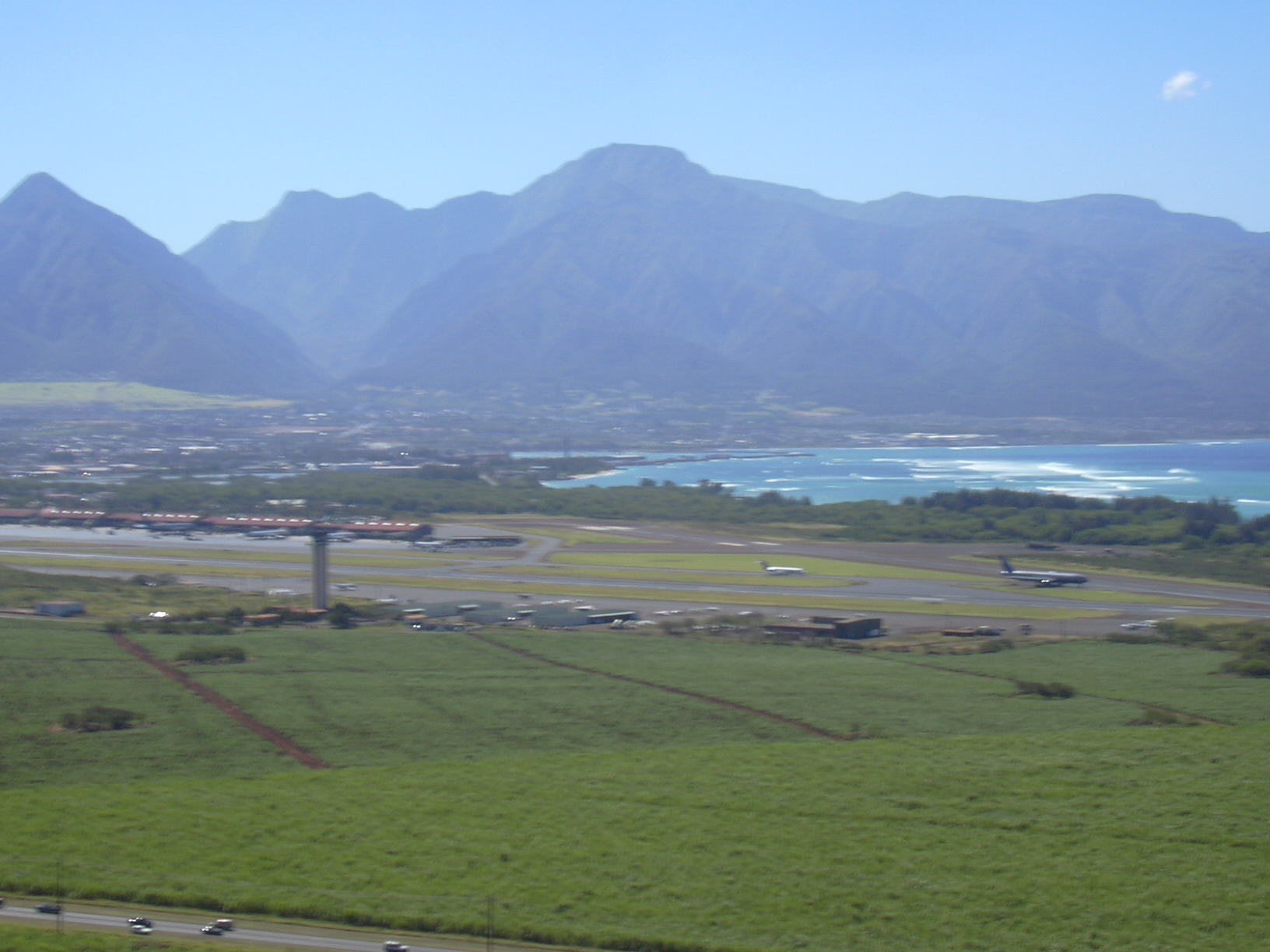
OGG vu du ciel
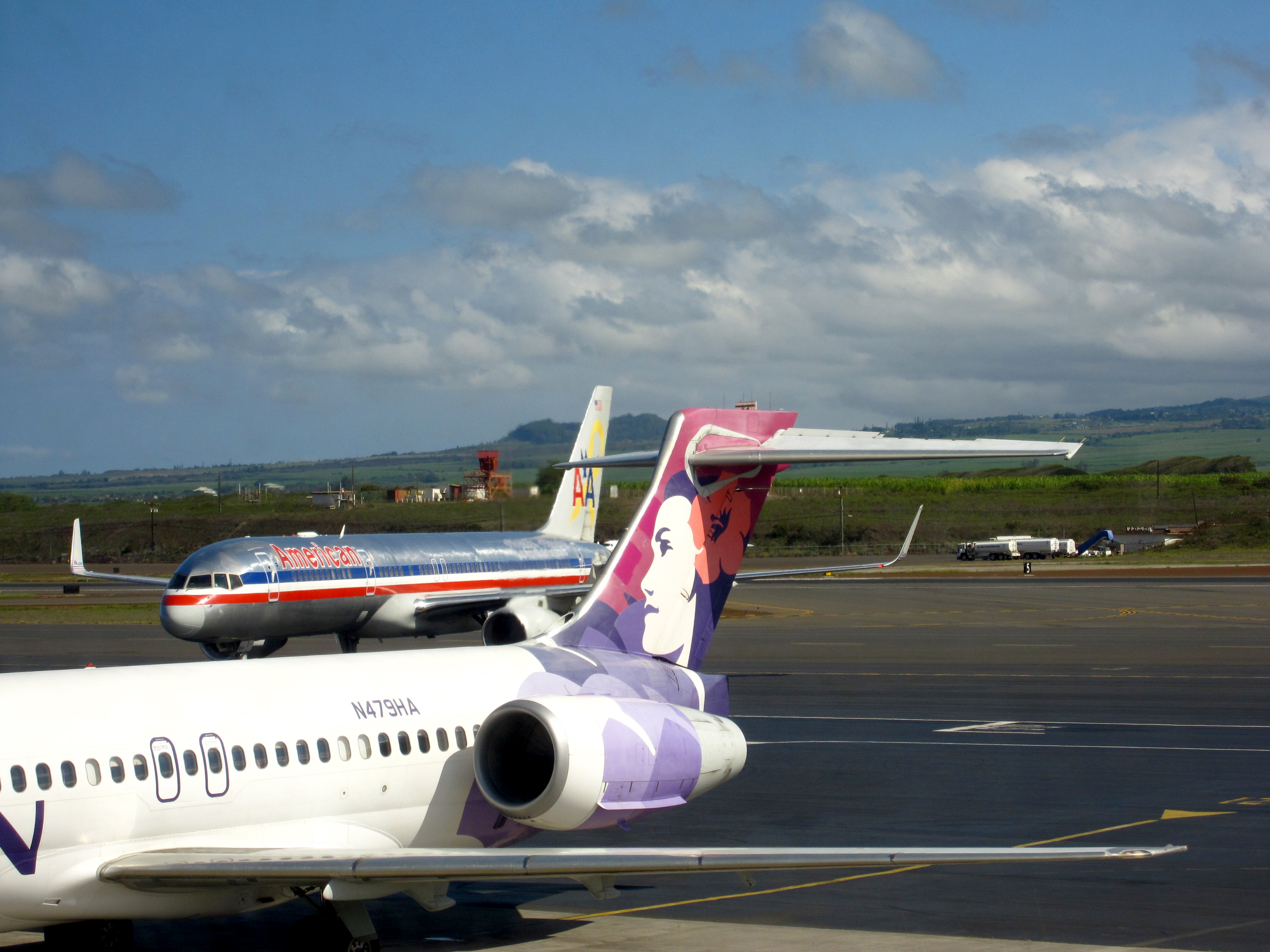
Hawaiian Airlines et American Airlines à OGG
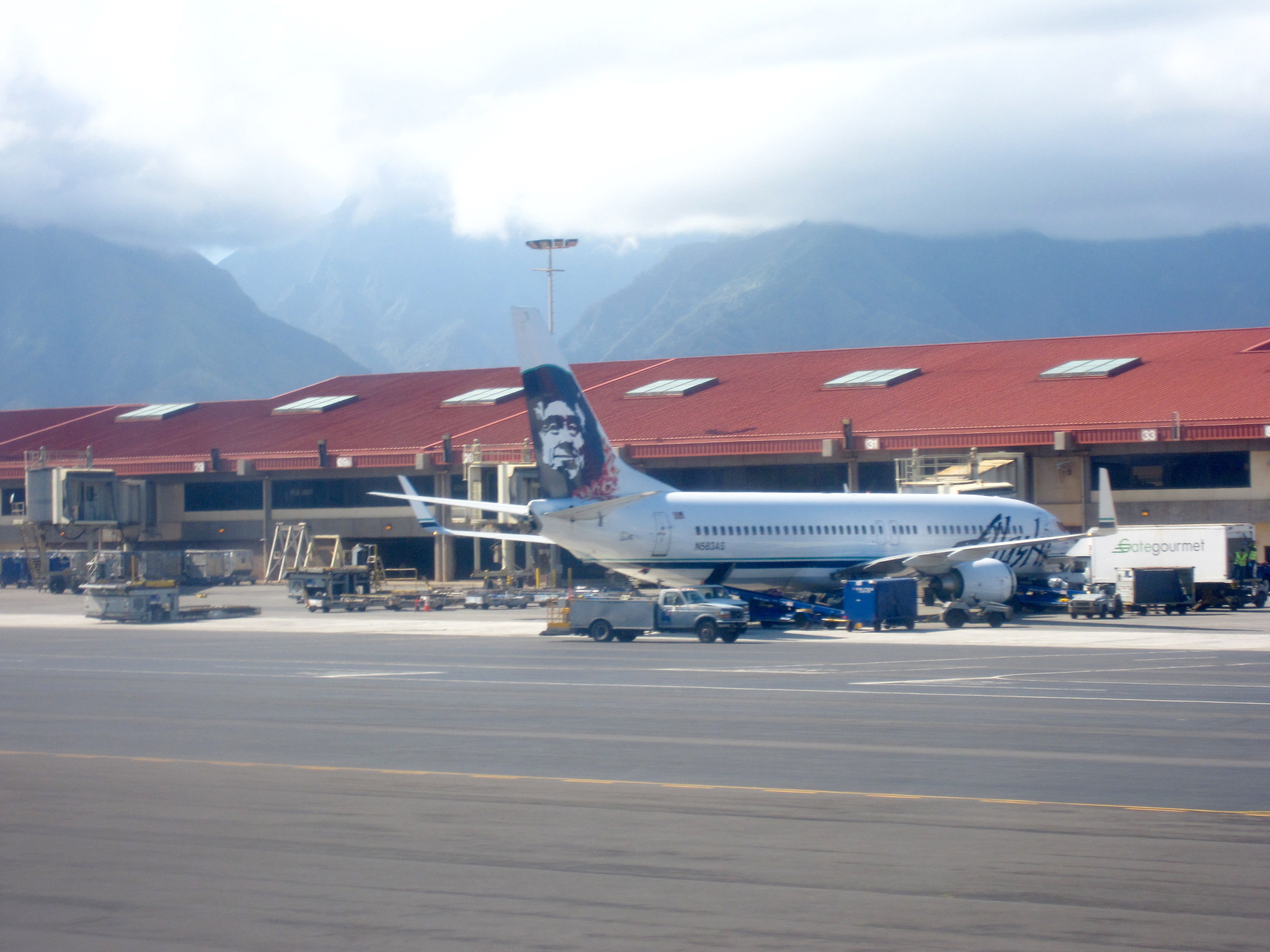
Alaska Airlines à OGG
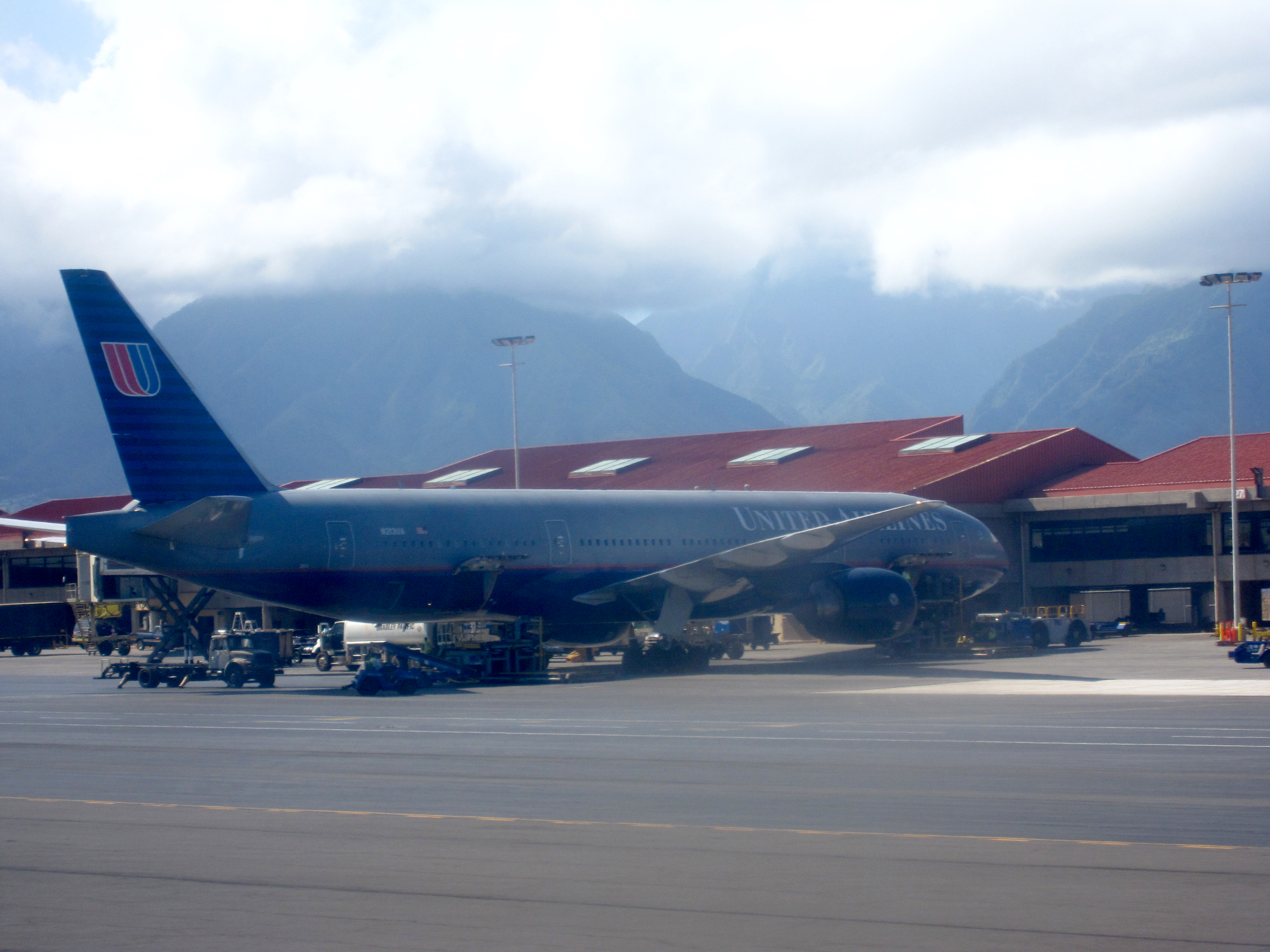
United Airlines à OGG